# 2MASS J11480502+0203509
2MASS J11480502+0203509 ist ein L-Zwerg im Sternbild Virgo. Er wurde 2002 von Suzanne L. Hawley et al. entdeckt und gehört der Spektralklasse L1 an. Seine Position verschiebt sich aufgrund seiner Eigenbewegung jährlich um 0,400 Bogensekunden.